# Nihilist Gelo
J. „Nihilist Gelo“ Scott (* 1977 oder 1978) ist ein US-amerikanischer Schauspieler und Stuntman.

## Leben
Scott zog während seiner Kindheit häufiger um, ehe sich die Familie schließlich in Lombard niederließ. Er studierte Theater an der Roosevelt University, brach das Studium allerdings ab und zog nach London, wo er einige Schauspielkurse belegte. Es folgten Tätigkeiten in Comedy-Shows, ehe er 1999 nach Chicago zog. Er begann 2001 mit der Inszenierung erster Theaterstücke. Seitdem tritt er regelmäßig als Bühnendarsteller in Erscheinung und wirkte unter anderen auch an Stücken des Next Theatre, des NYC Fringe Fest oder im Circus Theatre mit. Bereits 1995 gab er im Kurzfilm Picture When sein Filmschauspieldebüt, tritt aber erst ab 2003 regelmäßig in Filmproduktionen in Erscheinung.
2013 stellte er die größere Rolle des Joe im Horrorfilm Day of the Demons – 13/13/13 dar. Wiederkehrende Serienrollen hatte er unter anderen in Heroine Kombat, 00Angels und Ravenwolf Towers inne. 2020 war er in Blade the Iron Cross in der größeren Rolle des Hank Maxwell an der Seite von Tania Fox zu sehen. 2022 spielte er die Rolle des Val im Horrorfilm Headless Horseman – Pakt mit dem Teufel.

## Filmografie (Auswahl)

### Schauspiel
- 1995: Picture When (Kurzfilm)
- 2003: Skunk Ape!? (Kurzfilm)
- 2003: Making Revolution
- 2008: The Art of Pain
- 2009: Dragonquest
- 2009: Shattered Allegiance (Kurzfilm)
- 2010: Big Money Rustlas
- 2010: Death Panel (Kurzfilm)
- 2010: First Edition (Fernsehserie, Episode 2x03)
- 2010: Change of Plans (Kurzfilm)
- 2010: Love Tap (Kurzfilm)
- 2010: Guitar Party Nightmare (Kurzfilm)
- 2010: The Awakening
- 2010: Trim
- 2011: Man vs. Survival (Kurzfilm)
- 2012: The Doosh (Kurzfilm)
- 2012: Martini Mom and Devil Spawn
- 2012: The Dead Want Women
- 2012: Zombies Vs. Strippers
- 2012: The Town That Christmas Forgot (Kurzfilm)
- 2013: Heroine Legends: The Evil Path (Fernsehserie, 1 Episode)
- 2013: Axeman at Cutter’s Creek
- 2013: Day of the Demons – 13/13/13 (13/13/13)
- 2014: Glory Days
- 2014: Trophy Heads
- 2014: Starving Artist Beatdown (Miniserie)
- 2014–2015: Heroine Kombat (Fernsehserie, 6 Episoden, verschiedene Rollen)
- 2014–2015: 00Angels (Fernsehserie, 4 Episoden)
- 2015: Hit Team
- 2015: Retro Angels (Fernsehserie, 1 Episode)
- 2015: Heroine Legends (Fernsehserie, 1 Episode)
- 2015: Bleeding Heart
- 2016: Killjoy's Psycho Circus
- 2016: Ravenwolf Towers: The Feature
- 2016–2017: Ravenwolf Towers (Fernsehserie, 3 Episoden)
- 2017: VooDoo
- 2017: Vermin Town
- 2017: Evil Bong 666
- 2017: Adam K
- 2018: Trouble Is My Business
- 2019: Desperation, a Cologne (Kurzfilm; Sprechrolle)
- 2019: The Letter Red
- 2019: Pigster
- 2020: Blade the Iron Cross
- 2020: Axeman: Redux
- 2021: The Gingerweed Man
- 2021: Wanton Want
- 2022: Headless Horseman – Pakt mit dem Teufel (Headless Horseman)
- 2023: The Haunted, the Possessed and the Damned

### Stunts
- 2013: Heroine Legends: The Evil Path (Fernsehserie, 1 Episode)
- 2014: Infinity (Miniserie)
- 2014–2015: Heroine Kombat (Fernsehserie, 7 Episoden)
- 2014–2015: 00Angels (Fernsehserie, 4 Episoden)
- 2015: Retro Angels (Fernsehserie, 1 Episode)
- 2015: The Protectors (Miniserie, 1 Episode)
- 2015: Nightmare (Fernsehserie, 3 Episoden)
- 2015: Heroine Legends (Fernsehserie, 3 Episoden)
- 2015: Distortion (Fernsehserie, 1 Episode)

## Theater (Auswahl)
- UnGLEEful
- Charles Marlow in Hell
- GELO to Oblivion 2011-13
- Reservoir Bitches, Tre Stage
- Defending the Caveman*, Cranial Ridge Prod
- Bad Santa, Next Theatre
- Vampire Masquerade
- HEAD: The Brain that Wouldn't Die
- RENT
- SuiSideShow
- Not Another Grunge Musical
- Richard III
- Richard II, Apex Theater
- The Zoo Story
- fiSHTank
- Caesar Antichrist, Chicago Classic Lit
- Bad Ass & The Devil, Half Cocked/NYC Fringe Fest/GELO
- GELO to Oblivion, NihilistGELO (NYC Fringe Fest)
- End Game
- Hamlet
- Ubu Roi
- Woyzeck, The Hypocrites
- Alice in Wonderland, Circus Theatre
- J.C. Superstar
- The Rocky Horror Show